# Marcei
Marcei är en kommun i departementet Orne i regionen Normandie i nordvästra Frankrike. Kommunen ligger i kantonen Mortrée som tillhör arrondissementet Argentan. År 2018 hade Marcei 208 invånare.

## Befolkningsutveckling
Antalet invånare i kommunen Marcei
| Referens: INSEE |